# Bombardement français de Liège
Guerre de la Ligue d'Augsbourg
Le bombardement français de Liège est un épisode de la Guerre de la Ligue d'Augsbourg (ou « guerre de Neuf Ans »), qui s'est déroulé du 1er juin au 7 juin 1691 dans et à proximité de la ville de Liège alors capitale de la principauté de Liège.

## Le Roi Soleil

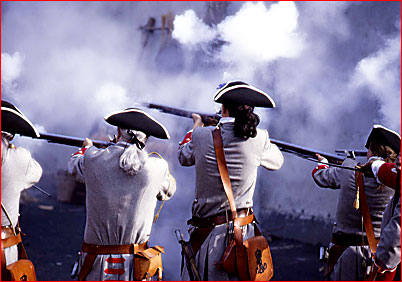
Reconstitution des troupes françaises pendant la guerre de Neuf Ans

Pendant la guerre de Neuf Ans, Louis XIV, le Roi Soleil en France, est en guerre contre toutes les puissances européennes. C'est un véritable marasme pour la diplomatie française et la position de la France en Europe. Cette guerre est aussi appelée guerre de la Ligue d'Augsbourg ou de la Grande Alliance, qui désigne les noms des alliances anti-françaises.
L'Empire romain-germanique déclare la guerre à la France. Le prince-évêque de Liège, Jean-Louis d'Elderen, n'a d'autre choix que d'entrer en guerre contre la France, puisque le prince-évêché fait partie de l'empire romain-germanique. C'est la première et unique fois que la principauté de Liège déclare formellement la guerre au royaume de France. La faction pro-française de la principauté est bien sûr mécontente de cette aventure militaire et en souffre beaucoup. La république des Provinces-Unies vient à l'aide de Liège avec des troupes et un prêt. Les troupes de Menno van Coehoorn sont stationnées entre Huy, une ville de Liège, et Namur, une ville des Pays-Bas espagnols. Le prêt des Hollandais à Liège est une opération du grand-pensionnaire Heinsius. Les Liégeois avaient espéré un prêt plus important et un taux d'intérêt plus bas, mais les banquiers de La Haye et d'Amsterdam en 1689 ont proposé des conditions moins intéressantes pour les Liégeois.

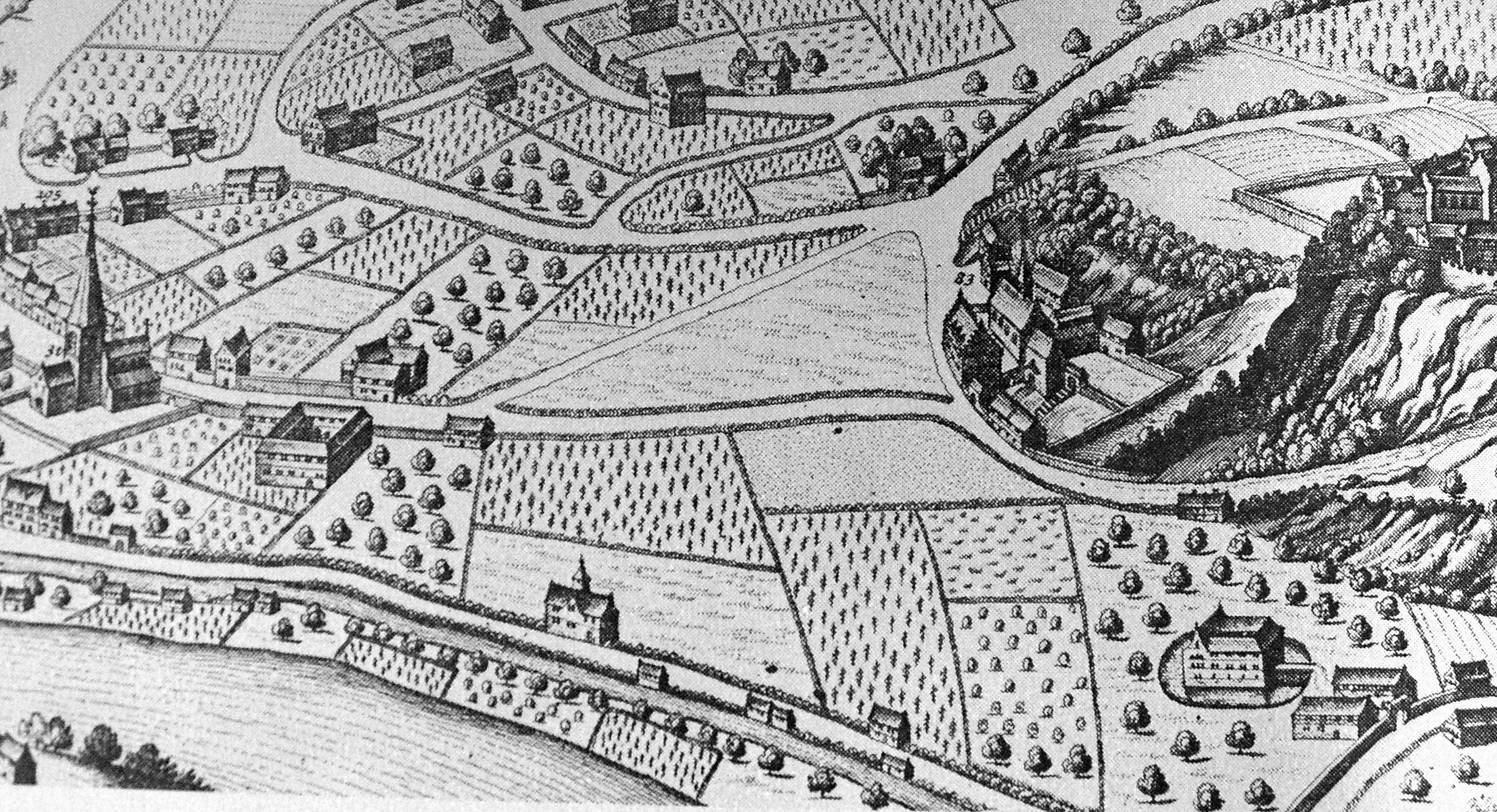
A droite la colline avec la Chartreuse, d'importance stratégique pour l'artillerie française

## La milice liégeoise
Le prince-évêque d'Elderen paye l'établissement de sa milice liégeoise principalement avec les impôts de la principauté épiscopale. Tous les villages de la principauté sont taxés. Finalement, une armée liégeoise de 6 000 hommes est formée : quatre régiments d'infanterie et deux régiments de dragons. Cette armée est commandée par le baron[réf. nécessaire] brabançon t'Serclaes de Tilly. Cependant, au sein du quartier général interarmées de Liège, les soldats hollandais ne veulent rien savoir de ce baron hispano-brabançon. Une tentative des Hollandais de persuader le roi d'Espagne de rappeler t'Serclaes de Tilly échoue. Le prince-évêque conclut avec les troupes des Provinces-Unies un accord aux termes duquel les officiers sont logés et nourris partout dans principauté.
Après que la milice liégeoise ait combattu à la bataille de Fleurus (1690), l'engouement populaire pour les troupes liégeoises fut important (malgré une victoire française).

## Le duc de Boufflers

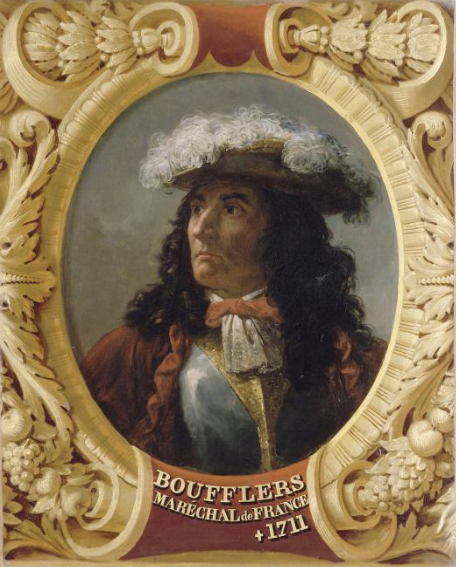
Louis François, duc de Boufflers, bombarde Liège avec son artillerie.

Sur ordre du ministre français de la Guerre, le marquis de Louvois, les troupes françaises s'installent dans la principauté de Liège après le siège de Mons en 1691. Louis-François, duc de Boufflers, dirige les troupes françaises. Il réclame dans les villages les mêmes impôts élevés que ceux que le prince-évêque avait exigé pour sa milice. Cela est imposé par le roi Louis XIV au duc de Boufflers. Le roi est furieux que la principauté de Liège ait mis de côté sa neutralité, ait chassé la faction pro-française de Liège et ait même osé entrer en guerre contre la France. Pour le roi Soleil, Liège devait être un pays romano-allemand neutre (lire : pro-français).
Le 1er juin 1691, Boufflers se tient aux portes de la ville de Liège. Deux jours plus tard, il prend possession de la Chartreuse, située en haut de la colline stratégique du mont Cornillon au-dessus de la ville. Les Français ouvrent alors le feu sur la ville de plein fouet avec leur artillerie. Les Liégeois envoient un courrier à Heinsius à La Haye, affirmant que Liège résiste malgré la « furieuse bombarderie ».
Les troupes prussiennes viennent au secours de Liège et sont admises dans la ville. Mais, au grand désarroi des Liégeois, les Prussiens pillent les maisons et palais vides de la ville. Les Français jubilent devant ce spectacle, comme le dit ensuite le ministre de Louvois au duc de Boufflers : « les secours que les ennemis ont fait arriver dans la ville de Liège, n'ont servi qu'à augmenter la ruine. ». 
Pressés par les rumeurs de l'arrivée d'autres troupes germaniques, les Français se retirent le matin du 7 juin 1691.

## Conséquences

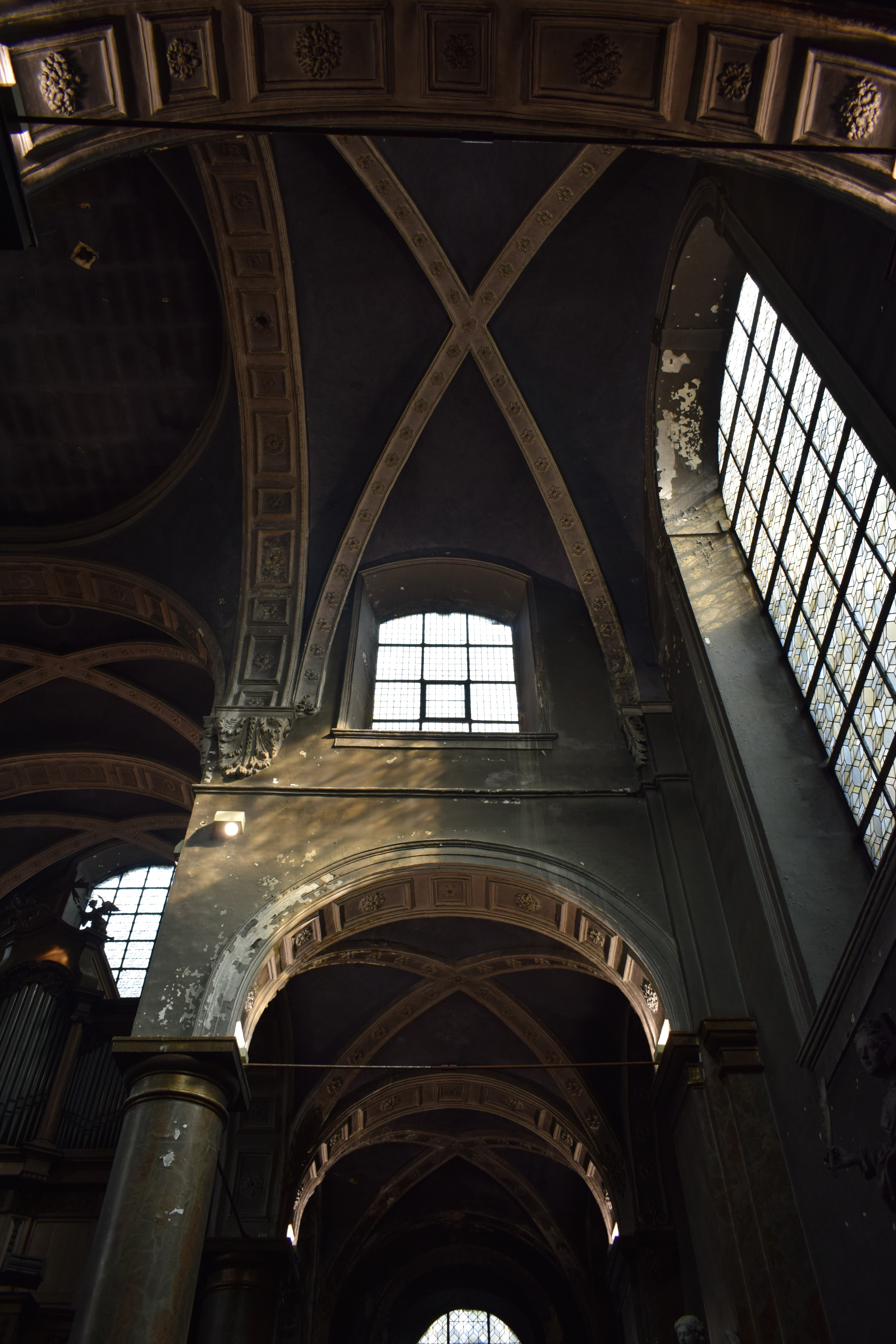
L'église Sainte-Catherine reconstruite

- Les Français n'ont pas conquis Liège en 1691. Mais il s'agit d'une victoire politique pour le Roi Soleil. Avec la victoire française à Neerwinden (1693) et la mort du prince-évêque d'Elderen (1694), le Roi Soleil obtient ce qu'il veut : la principauté de Liège, sous le règne de Joseph Clément de Bavière, déclare sa neutralité vis-à-vis de la France. La Grande Alliance dure jusqu'en 1697, jusqu'au traité de Rijswijk, mais la neutralité liégeoise provoque une brèche dans l'union de l'hostilité anti-française[4].
- Un cinquième de la ville de Liège est détruit. Le quartier autour de la place du Marché est laissé en ruines. Cela est dû à la fois aux bombardements des Français et aux incendies criminels des Prussiens.
- L'hôtel de ville gothique de Liège, situé place du Marché, est entièrement détruit. Il sera reconstruit en style baroque[5].
- Douze églises liégeoises sont détruites, dont l'église Sainte-Catherine, qui sera reconstruite en style baroque[6].